# 富國狗
富國狗（越南語：／㹥富國），名字源於越南富國島，為越南的國狗。品種的特色有二：（1）背脊長有一列倒生的剛毛；（2）腳趾間長有薄膜，善於游泳。雖然未獲世界犬業聯盟確認牠的品種標準，但性格普遍忠心梗直，而且肌肉相當發達。

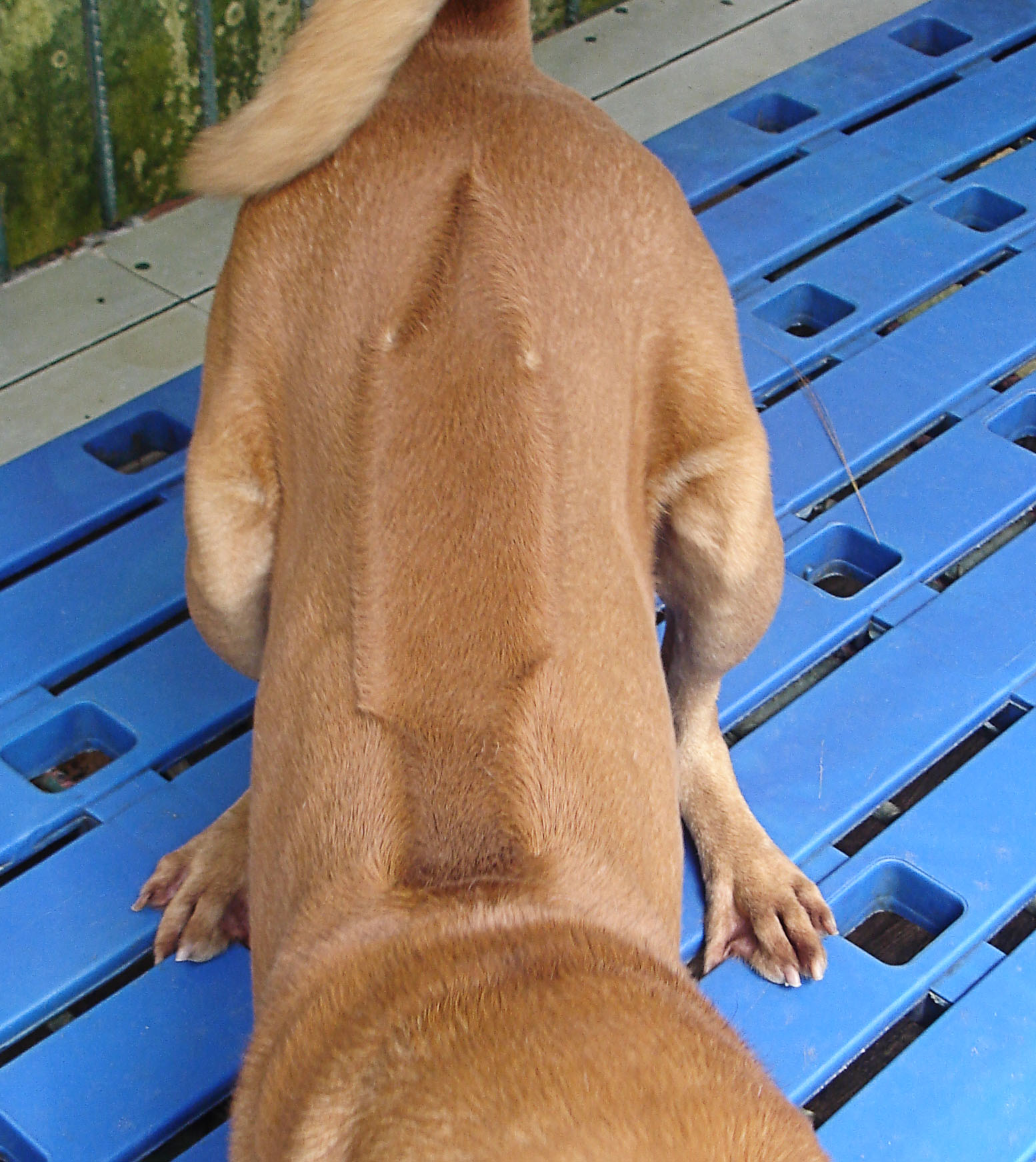
背上倒生的剛毛和指間的薄膜